# Pierre de Gayette
Pierre de Gayette (* 1688; † 1747 in Potsdam) war ein deutscher Architekt französischer Herkunft, der als Ingenieurkapitän und Hofbaumeister unter König Friedrich Wilhelm I. in Potsdam wirkte. Gemeinsam mit dem ebenfalls im Hauptmannsrang befindlichen Andreas Berger (1698–1748) gilt Gayette als Schöpfer der beiden unter dem „Soldatenkönig“ durchgeführten Stadterweiterungen.

## Biografie

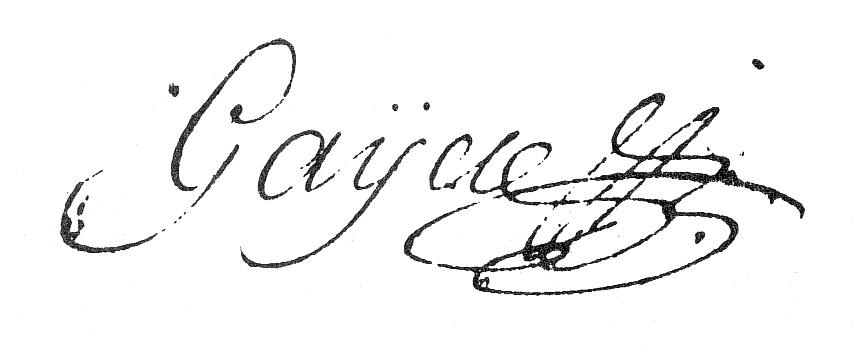
Unterschrift Pierre de Gayettes (1736)

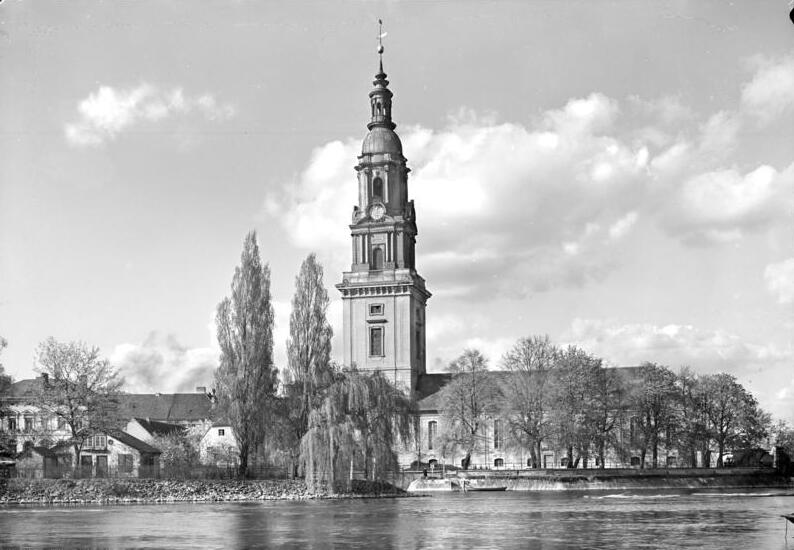
Ansicht der Heilig-Geist-Kirche von der Havel, vor 1945

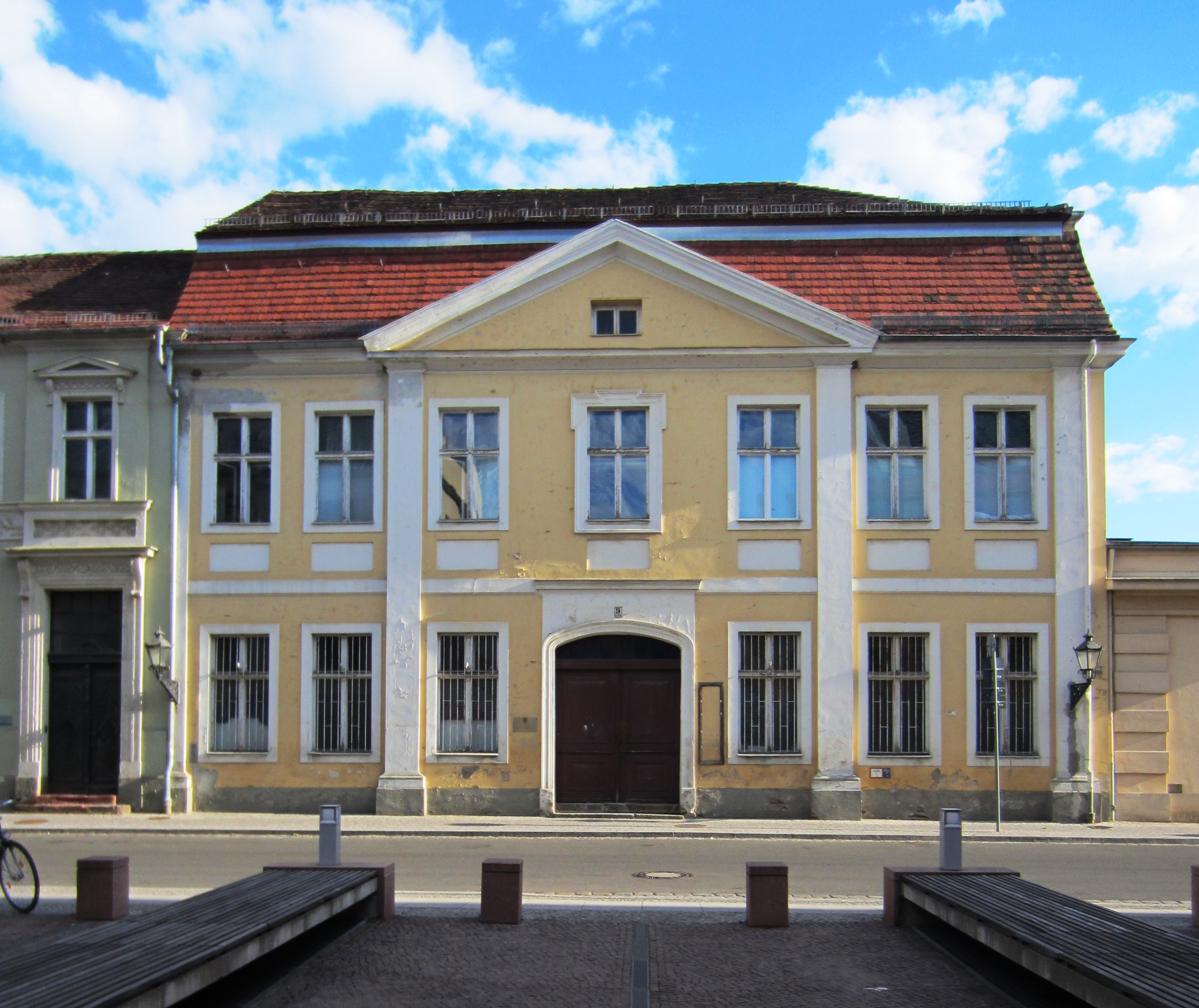
Henning-von-Tresckow-Straße 9

Über die Herkunft de Gayettes liegen nur wenige Hinweise vor; auch sein Geburtsort ist unbekannt.
Sein Vater soll Jakob de Gayette aus Metz gewesen sein. Dieser war nach dem Edikt von Nantes nach Potsdam geflohen.
1712 wurde er als Ingenieur-Leutnant und Kondukteur in Wesel genannt. Vier Jahre später erfolgte seine Beförderung zum Ingenieur-Kapitän. In diesem militärischen Rang bekleidete er seit 1720 das Amt eines Hofbaumeisters in Potsdam, wo er in der Mammonstraße 5 (heutige Werner-Seelenbinder-Straße) wohnte und gemeinsam mit dem niederländischen Baumeister Stegmann das Potsdamer Bauwesen leitete. Nach dem mutmaßlich aufgrund fehlerhafter Abrechnungen 1724 erfolgten Suizid Stegmanns oblag die Leitung des Bauwesens Pierre de Gayette allein.
Von 1720 bis 1734 entstanden nach Gayettes Plänen zahlreiche Bürgerhäuser und öffentliche Bauten in Potsdam, das unter Friedrich Wilhelm I. zweimal erweitert worden ist. Zunächst wurden einfache Fachwerkbauten errichtet, die man in der Folgezeit vielfach in Massivbauweise erneuerte. Das von Gayette entworfene Rathaus von 1722 ist bereits 1753 durch einen Neubau ersetzt worden. Im Bereich der ab 1721 durchgeführten ersten Stadterweiterung hat sich eine geringe Zahl von Bauten aus der Zeit Friedrich Wilhelms I. erhalten, die zum Teil Pierre de Gayette zugeschrieben werden. Zu diesen durch Mansarddächer und eine sparsame Putzgliederung mit Lisenen und Gesimsen gekennzeichneten Bürgerhäusern zählen die Gebäude Am Kanal 4 (1724), Henning-von-Tresckow-Straße 9 (1730) und das Ständehaus Breite Straße 9 (um 1724).
1726 erfolgte der Abbruch des Kurfürstlichen Amtshauses aus dem 17. Jahrhundert, das sich am Ort des slawischen Burgwalls am östlichen Ende der Potsdamer Altstadt befand. Hier entstand nach Gayettes Plänen das schlichte Schiff der Heiliggeistkirche, dem bis 1728 auf der Westseite der von Johann Friedrich Grael entworfene Turm vorgelegt wurde. 1730 bis 1732 beaufsichtigte Gayette die Ausführung des Jagdschlosses Stern, des einzigen unter dem sparsamen „Soldatenkönig“ errichteten Schlossbaus.
Die zweite barocke Stadterweiterung Potsdams begann 1733 und war beim Tod des Königs 1740 noch nicht abgeschlossen. Die Entwürfe der in großer Zahl erhaltenen Typenbauten in Fachwerkbauweise mit massiven oder in Sichtfachwerk ausgeführten Fassaden werden Pierre de Gayette und Andreas Berger zugeschrieben, während das ebenfalls zur zweiten Stadterweiterung gehörende Holländische Viertel nach Plänen Johann Boumanns entstand. Gayette soll hierbei insbesondere für Häuserzeilen in der Lindenstraße und am Nauener Tor verantwortlich zeichnen. Die Zuschreibung der charaktervollen Fassade der 1738/1739 erbauten Großen Stadtschule in der Nauener Straße (heutige Friedrich-Ebert-Straße) an Gayette gilt als unsicher; einige Autoren nennen auch Friedrich Wilhelm Diterichs als Entwurfsverfasser.

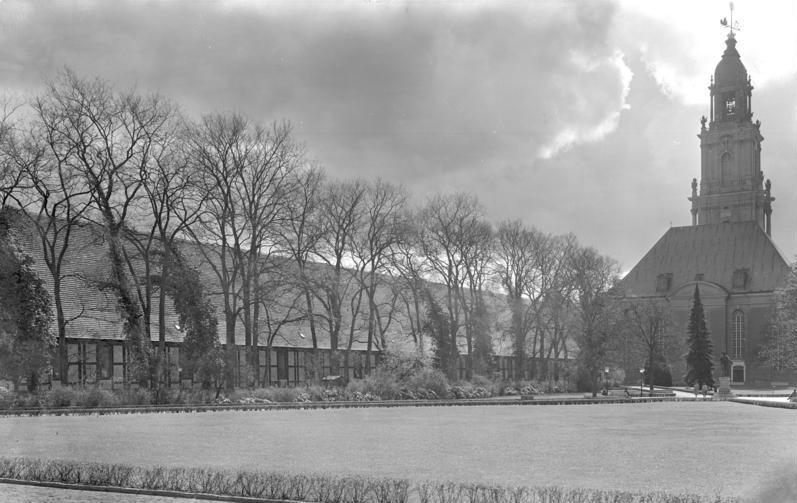
Westseite des Langen Stalls, rechts im Hintergrund die Garnisonkirche

Bis 1734 wurde in der Nachbarschaft der Garnisonkirche nach Gayettes Entwurf der Lange Stall errichtet, ein 150 Meter langes Reit- und Exerzierhaus in Fachwerkbauweise, dessen eindrucksvolle Dachkonstruktion noch David Gilly 1798 in seinem Handbuch der Landbaukunst als bemerkenswert hervorhebt. 1781 erhielt der schlichte Bau vor dem Südgiebel eine massive Portalfassade nach Plänen Georg Christian Ungers, 1785 einen neuen Kopfbau zum  Stadtkanal auf der Nordseite, den ebenfalls Unger entwarf. Als einziger der zwischen 1720 und 1734 entstandenen großen Fachwerkbauten blieb der Lange Stall bis in das 20. Jahrhundert erhalten. Die Holzkonstruktion brannte infolge des Luftangriffs auf Potsdam am 14. April 1945 ab; lediglich das Portal von 1781 ist bis heute erhalten.
Pierre de Gayette war in dessen ersten Regierungsjahren auch für Friedrich II. tätig. 1745 erstellte er eine Karte von Sanssouci und dem Höneberg sowie Planungen für einen neuen Fasanengarten westlich von Sanssouci. Er starb 1747 in Potsdam. Heinrich Ludwig Manger erwähnt in seiner Baugeschichte von Potsdam das wohl frühestens 1729 erbaute und um 1790 noch erhaltene Gartenhaus Gayettes, welches nicht mehr existiert: Für sich bauete er ein Gartenhaus von zwey Stockwerken, an welchem statt des obern mittlern Fensters, über der Eingangsthüre, ein sehr großer Sonnenzeiger angebracht wurde. Das Dach war auf mansardische Art, und oben mit einem Thürmchen, auf welchem eine Wetterfahne stand, verzieret. Es ist noch zwischen dem Jägerthore und dem Wege nach Sans Souci vom Brandenburgerthore aus, zu sehen.

## Familie
Er war zweimal verheiratet und hatte verschiedene Nachkommen. Seine Söhne gingen alle zur preußischen Armee:
- Friedrich (* 22. Februar 1726; † 13. Oktober 1796), Hauptmann im Infanterie-Regiment Nr. 29[3]
- Friedrich Leopold († 3. November 1759) Husaren-Regiment Nr. 5, gestorben an den Folgen der Verwundung bei Kunersdorf
- Siegmund Wilhelm Heinrich (* 1733) Vater von Generalmajor Karl Ludwig von Gayette
- Karl Adam († 20. Oktober 1803), Major a. D.